# 希爾弗瑟姆車站
希爾弗瑟姆車站（荷蘭語：Station Hilversum）是荷蘭北荷蘭省希爾弗瑟姆的一座鐵路車站，位於阿姆斯特丹東南約28公里（17英里）處。

## 歷史
希爾弗瑟姆車站於1874年6月10日，隨阿姆斯特丹—聚特芬鐵路啟用，目前的車站建築建於1992年。
該站的城際客運服務於1995年暫停。在建造了額外的月台後，城際服務於2007年12月10日恢復。